# Kućeli
Kućeli – wieś w Chorwacji, w żupanii primorsko-gorskiej, w gminie Matulji. W 2011 roku liczyła 455 mieszkańców.